# Agrostis musjidii
Agrostis musjidii är en gräsart som beskrevs av Rajesw., R.R.Rao och Arti Garg. Agrostis musjidii ingår i släktet ven, och familjen gräs. Inga underarter finns listade i Catalogue of Life.